# Dattelbrauner Ellerling
Der Dattelbraune Ellerling oder Gestreifte Ellerling (Cuphophyllus colemannianus, Syn. Camarophyllus colemannianus, Camarophyllus subradiatus im Sinne von Lange und Cetto, Hygrophorus colemannianus, Hygrophorus subradiatus im Sinne von Kühner & Romagnesi und Arnolds sowie Hygrocybe colemanniana) ist eine Pilzart aus der Familie der Schnecklingsverwandten (Hygrophoraceae).

## Merkmale

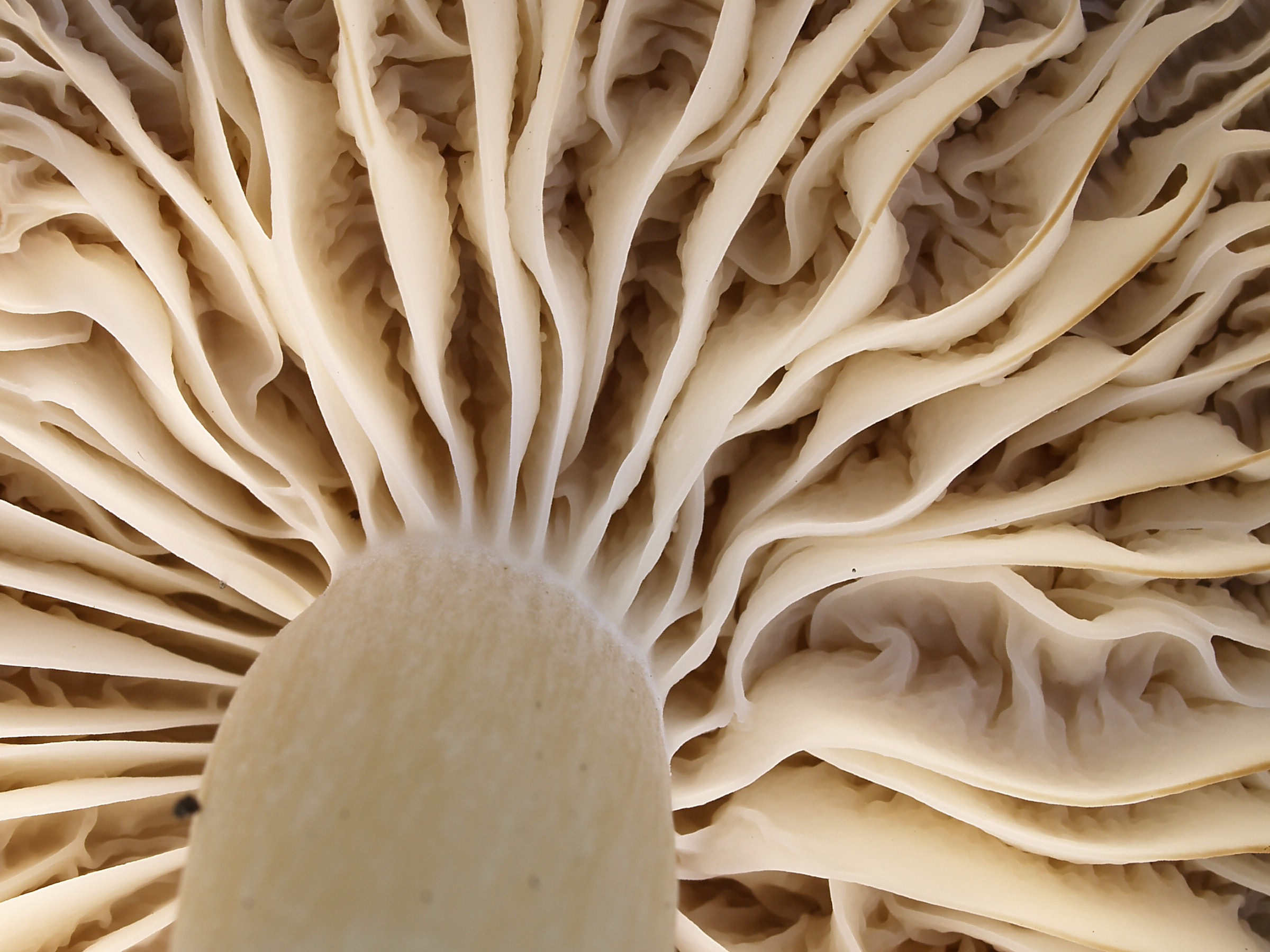
Markant sind die stark querverbundenen Lamellen.

Der bis zu 5 cm große Hut ist konvex, allenfalls stumpf gebuckelt und braun mit einem rötlichen Einschlag gefärbt. Zum Rand hin blasst er hellbräunlich aus und zeigt eine schwache durchscheinende Riefung. Mit zunehmendem Alter wölbt sich der scharfrandige Hutrand wellig nach oben. Die glatte, leicht glänzende Oberfläche fühlt sich fettig an. Typisch sind die weißlichen bis blass bräunlichen, am Stiel herablaufenden, häufig gegabelten und deutlich querverbundenen Lamellen. Der bis zu 6 cm lange und 1 cm dicke Stiel verjüngt sich zur Basis hin und ist gerne leicht gekniet. Die kompakten Fruchtkörper besitzen ein weißes Fleisch ohne spezifischen Geruch. Die Stiele sind verdreht-längsfaserig und im Alter wattig ausgefüllt. Das Sporenpulver ist weiß und inamyloid.

## Artabgrenzung
Sehr ähnlich ist der Radialgestreifte Ellerling (Cuphophyllus radiatus). Er bildet jedoch schmächtigere Fruchtkörper aus und die Hüte sind deutlich bis zur Hälfte des Hutradius durchscheinend gerieft (Name).

## Ökologie
Bevorzugter Lebensraum des Dattelbraunen Ellerlings sind basenreiche Magerwiesen und Steppenrasen, aber auch Waldlichtungen und -ränder sowie extensiv genutztes Grünland. Er ist vom Flachland bis in die alpine Höhenstufe anzutreffen. Die Fruchtkörper erscheinen in kleinen Trupps oder einzeln verstreut von September bis November, selten früher. Die Lebensweise der Ellerlinge ist unklar: Manche halten sie für Saprobionten, die organisches Material zersetzen, andere vermuten Mykorrhizapilze, die mit Gräsern interagieren.

## Verbreitung
In Nordamerika und Europa ist er weit verbreitet, vielerorts nehmen die Bestände jedoch ab.
Die Art steht auf der Roten Liste gefährdeter Arten als VU (vulnerable = gefährdet).
Die Rote Liste der Großpilze Deutschlands listet die Art sogar als stark gefährdet (Gefährdungskategorie 2).

## Bedeutung
Der Dattelbraune Ellerling ist kein Speisepilz. Er gilt als Zeigerart für besonders wertvolle Biotope.